# Lamprologus laparogramma
Lamprologus laparogramma — вид окунеподібних риб родини цихлові (Cichlidae). Використовують в акваріумістиці.

## Опис
Дрібна рибка розмір особини досягає лише 4 см.

## Поширення
Вид є ендеміком озера Таньганьїка, де поширений у його південній частині. Зустрічається на глибині 5-40 м.

## Утримання у акваріумі
Добре мешкають у воді при температурі 22-25 °C і хімічним складом не гірше pH 7,8-9,2, dH 8-20. В акваріумі плаває в нижніх шарах води.